# Michalis Luka
Michalis Luka, gr. Μιχάλης Λουκά, Mikhálīs Louká (ur. 23 lutego 1970) – cypryjski lekkoatleta, uczestnik Letnich Igrzysk Olimpijskich 1996. Specjalizował się w pchnięciu kulą. Brat Iliasa.

## Występ na Igrzyskach Olimpijskich
Michalis Luka startował tylko raz w igrzyskach olimpijskich – w Atlancie w 1996. W Stanach Zjednoczonych zajął 28. miejsce w kwalifikacjach i nie awansował do finału.

### Wyniki
| 1996 Atlanta | – | 28. miejsce (w kwal.) (pchnięcie kulą mężczyzn) |

### Starty na igrzyskach olimpijskich – szczegółowo
| Miejsce       | Rok  | Miejscowość | Stadion                    | Faza                 | Grupa   | Rzuty               | Najlepszy rzut | Zwycięzca    |
| ------------- | ---- | ----------- | -------------------------- | -------------------- | ------- | ------------------- | -------------- | ------------ |
| 28. (w kwal.) | 1996 | Atlanta     | Centennial Olympic Stadium | Runda kwalifikacyjna | Grupa B | 18,23; 18,03; 18,12 | 18.23          | Randy Barnes |